# 323 î.Hr.

## Decese
- 10 iunie: Alexandru cel Mare, rege al Macedoniei (n. 356 î.Hr.)